# Parámetro de Tisserand
En mecánica celeste, el  parámetro de Tisserand (o también invariante de Tisserand) es un valor utilizado en el problema de los tres cuerpos. Su nombre se debe al astrónomo francés François Félix Tisserand y se expresa con la fórmula:
{\displaystyle T={\frac {a_{2}}{a_{3}}}+2\cdot {\sqrt {{\frac {a_{3}}{a_{2}}}(1-{e_{3}}^{2})}}\cos {i_{3}}}
donde {\displaystyle {a_{2}}} es el semieje mayor de la órbita del segundo cuerpo y {\displaystyle {a_{3}}}, {\displaystyle {e_{3}}}, {\displaystyle {i_{3}}}, respectivamente, el semieje mayor, la excentricidad y la inclinación de la órbita del tercer cuerpo.
Como consecuencia del criterio de Tisserand está bajo la hipótesis de que el segundo cuerpo esté recorriendo una órbita circular y que el tercer cuerpo posea una masa infinitesimal respecto a los otros dos cuerpos; el parámetro se mantiene constante en el caso de perturbaciones en la órbita del tercer cuerpo inducidas por el segundo cuerpo. 
En la práctica el parámetro no manteniéndose constante está sujeto a variaciones muy limitadas en el caso en que sea aplicado a las perturbaciones inducidas sobre las órbitas de asteroides, cometas o satélites artificiales que orbitan a  planetas.

## Aplicaciones prácticas
- Frecuentemente se indica con TJ el parámetro de Tisserand calculado considerando a Júpiter como segundo cuerpo y es así utilizado para distinguir los asteroides de los cometas en cuanto los primeros tienen generalmente TJ mayor a 3 la segunda TJ comprendida entre 2 y 3.
- Este parámetro puede ser utilizado para evaluar si dos diversas observaciones pueden referir al mismo cuerpo.
- El respeto del parámetro limita las órbitas sobre las que se puede introducir utilizando la asistencia gravitatoria
- TN (el parámetro de Tisserand calculado considerando a  Neptuno como segundo cuerpo) ha sido propuesto para distinguir los objetos transneptunianos del disco disperso y del disco disperso mismo.